# Charte des Nations unies
 Voir le traité sur Wikisource
La Charte des Nations unies, parfois appelée Charte de San Francisco, est le traité qui définit les buts et les principes de l'Organisation des Nations unies (ONU) ainsi que la composition, la mission et les pouvoirs de ses organes exécutifs (le Conseil de sécurité), délibératifs (l'Assemblée générale), judiciaires (la Cour internationale de justice) et administratifs (le Conseil économique et social, le Conseil de tutelle et le Secrétariat). Elle a été adoptée à la clôture de la conférence de San Francisco, le 26 juin 1945.

## Histoire

Pays membres (2016).

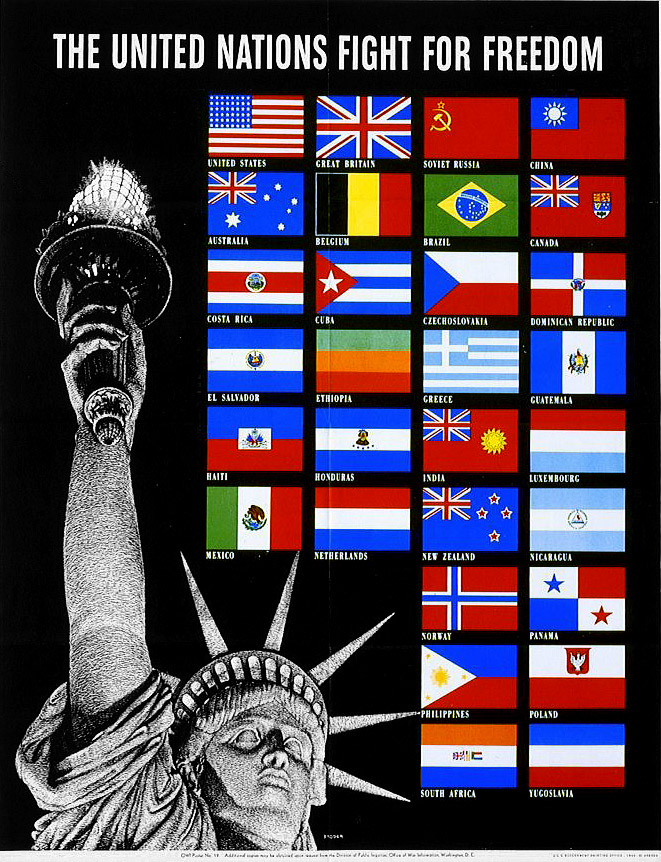
Affiche de 1941 représentant les Nations unies luttant pour la liberté.

La Charte est le fruit d'un long processus, dont les prémices se trouvent dans les divers traités internationaux, notamment en matière de droit de la guerre, de droit maritime et des frontières et de droit international signés à la fin du XIXe et au début du XXe siècle, marquant l'échec de la Société des Nations (SDN) créée en 1919. Elle fait suite à plusieurs traités et déclarations, plus ou moins formels, publiés entre 1941 et 1944 par les Alliés de la Seconde Guerre mondiale :
- Déclaration du palais de Saint-James (juin 1941)
- Charte de l'Atlantique (août 1941)
- Déclaration des Nations unies (janvier 1942)
- Déclaration de Moscou (novembre 1943)
- Conférence de Téhéran (décembre 1943)
- Conférence de Dumbarton Oaks (Washington, octobre 1944)
- Conférence de Yalta (février 1945)

La conférence de San Francisco, qui a débuté le 25 avril 1945, a réuni 850 délégués et environ plus de 2 500 conseillers de 51 États, répartis en 4 commissions et 12 comités techniques chargés de préparer le texte qui serait débattu, à la fin de la conférence, lors des assemblées plénières. Ces travaux se fondent principalement sur les textes des conférences de Dumbarton Oaks et de Yalta.
Ces travaux débouchent sur un texte approuvé en séance plénière le 26 juin et signé par 50 des 51 États membres des Nations unies. Le dernier membre, la Pologne, n'avait pas à cette date de gouvernement constitué qui puisse ratifier le texte. Ce texte fut promulgué sous le nom de Charte des Nations unies. La ratification définitive eut lieu le 24 octobre 1945 (commémorée comme Journée des Nations unies), suivie par la création officielle de l'Organisation des Nations unies, le 24 novembre 1945.
Sont ainsi définis les nouveaux principes d'organisation de la société internationale, les différentes institutions de l'ONU, les procédures à suivre en vue du « règlement pacifique des différends » ou « en cas de menace contre la paix, de rupture de la paix, et d'acte d'agression ». La coopération économique et sociale n'est pas absente des actions prévues par la Charte.
L'un des principaux changements par rapport à la précédente SDN est l'adoption du principe du vote majoritaire avec un droit de veto accordé aux grandes puissances, membres permanents du Conseil de sécurité.

## La Charte
Le texte intégral de la charte est librement accessible sur le site de l'Organisation des Nations unies.

### Préambule

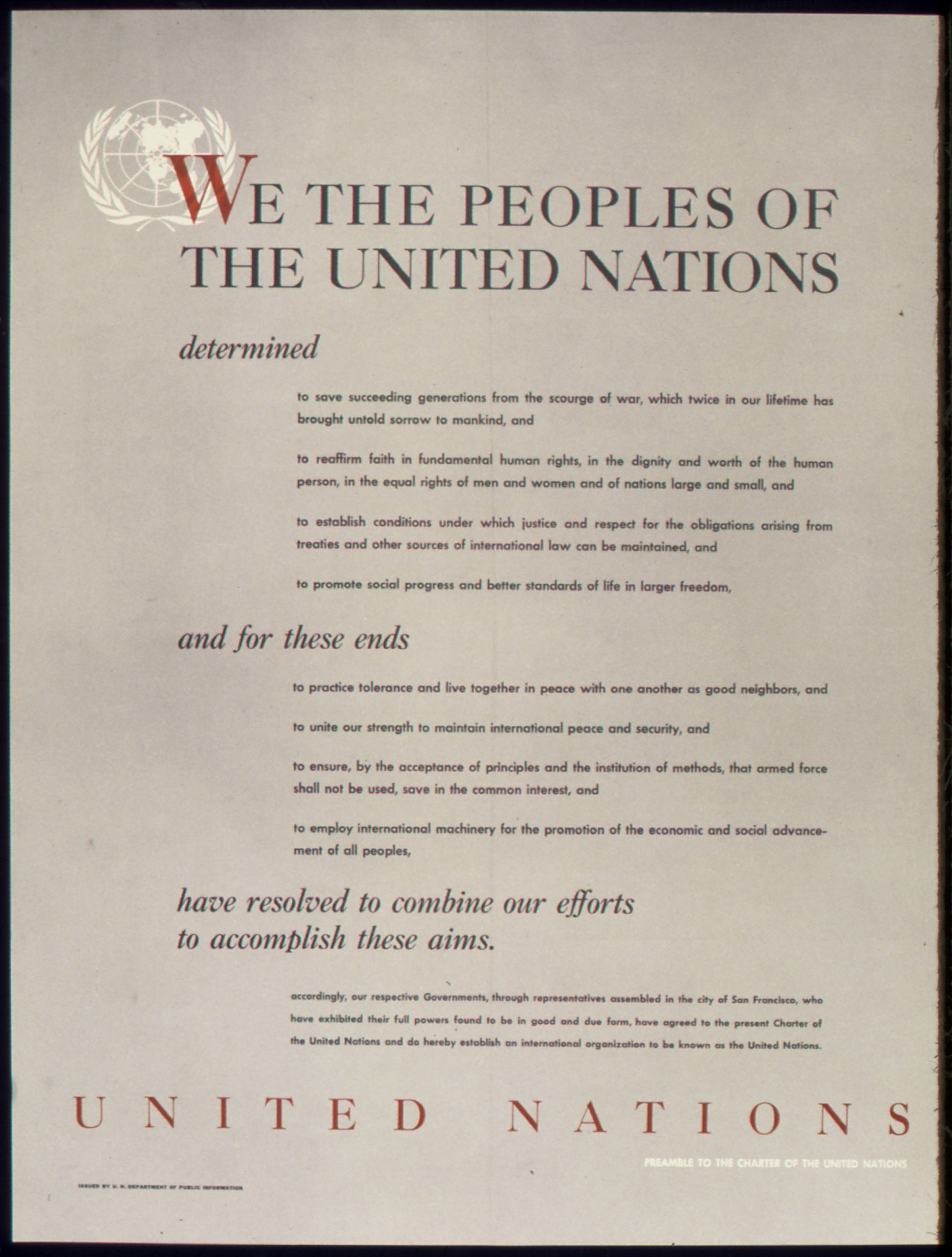
Préambule de la Charte.

Voici son préambule, datée du 26 juin 1945 :

« Nous, Peuples des Nations Unies
Résolus
à préserver les générations futures du fléau de la guerre qui deux fois en l’espace d’une vie humaine a infligé à l’humanité d’indicibles souffrances,

à proclamer à nouveau notre foi dans les droits fondamentaux de l’homme, dans la dignité et la valeur de la personne humaine, dans l’égalité de droits des hommes et des femmes, ainsi que des nations, grandes et petites,

à créer les conditions nécessaires au maintien de la justice et du respect des obligations nées des traités et autres sources du droit international,

à favoriser le progrès social et instaurer de meilleures conditions de vie dans une liberté plus grande,
Et à ces fins
à pratiquer la tolérance, à vivre en paix l’un avec l’autre dans un esprit de bon voisinage,

à unir nos forces pour maintenir la paix et la sécurité internationales,

à accepter des principes et instituer des méthodes garantissant qu’il ne sera pas fait usage de la force des armes, sauf dans l’intérêt commun,

à recourir aux institutions internationales pour favoriser le progrès économique et social de tous les peuples,
Avons décidé d’associer nos efforts pour réaliser ces desseins
en conséquence, nos gouvernements respectifs, par l’intermédiaire de leurs représentants, réunis en la ville de San Francisco, et munis de pleins pouvoirs reconnus en bonne et due forme, ont adopté la présente Charte des Nations Unies et établissent par les présentes une organisation internationale qui prendra le nom de Nations Unies. »

Le préambule a été principalement inspiré par Jan Smuts, alors Premier ministre d'Afrique du Sud, qui l'a proposé en avril 1945 lors d'une réunion des ministres du Commonwealth précédant la conférence de San Francisco. Il argumenta qu'il manquait aux textes de la Charte, alors à l'étude, une déclaration moins juridique sur la « foi commune » dans des valeurs et idéaux qui animaient les signataires. Sa proposition a été bien accueillie et la question du préambule a été adressée à une commission, qui a amendé le brouillon de la délégation d'Afrique du Sud.
Le préambule contient des idées qui ne sont pas mentionnées dans les autres parties de la Charte, telles que l'égalité de droits des hommes et des femmes, la dignité et la valeur de la personne humaine, ou l'invitation à « pratiquer la tolérance ». L'objectif du sous-comité à la Conférence de San Francisco concernant l'inclusion a été de « donner au Préambule les termes et le ton qui mèneraient vers eux le cœur des hommes »

### Composition de la Charte
Elle comporte un préambule, 19 chapitres et 111 articles, ainsi qu'une note préliminaire portant sur les amendements ultérieurs. Les chapitres forment six ensembles :
1. Les chapitres I à III définissent les buts et principes (chap. I), le statut des membres et les conditions d'admission à l'Organisation (chap. II), enfin les organes de l'Organisation et les conditions d'admission de leurs membres ;
2. Les chapitres IV, V, X, XIII, XIV et XV traitent (dans cet ordre) des cinq organes principaux : l'Assemblée générale, le Conseil de sécurité, le Conseil économique et social, le Conseil de tutelle, la Cour internationale de Justice et le Secrétariat. Sauf pour les deux derniers, chacun de ces chapitres est divisé en quatre sous-parties :
  - Composition
  - Fonctions et pouvoirs
  - Vote
  - Procédure
3. Les chapitres VI à IX et XI à XII définissent les attributions propres à trois de ces organes :
  - Chapitres VI à VIII : attributions du Conseil de sécurité.
  - Chapitre IX et X : attributions du Conseil économique et social y compris sur le plein emploi et droits de l'homme.
  - Chapitres XI et XIII : attributions du Conseil de tutelle chargé des territoires sous tutelle des Nations Unies (en), concept ayant remplacé les mandats de la SDN. Ces dispositions ont aussi été utilisées par la suite dans le cadre de l'administration transitoire de territoires par les Nations unies, par exemple avec la MINUK au Kosovo, créée par la résolution 1244 du Conseil de sécurité (1999), ou l'ATNUTO au Timor oriental, créée au même moment.
4. Enfin, les chapitres XVI à XIX traitent des questions d'ordre général (dispositions diverses, chap. XVI; Dispositions transitoires de sécurité, chap. XVII) ou concernant la Charte même (Amendements, chap. XVIII ; ratification et signature, chap. XIX).

### Chapitre VII
Le chapitre VII de la Charte (art. 39-51), intitulé « Action en cas de menace contre la paix, de rupture de la paix et d'acte d'agression », est celui qui permet notamment l'entrée en guerre, et qui a été utilisé, par exemple, pendant la guerre de Corée.
Les résolutions du Conseil de sécurité prises au titre du chapitre VII sont peut-être ce qui s'approche le plus d'un gouvernement mondial, dans la mesure où elles possèdent une force juridique contraignante. On peut citer, parmi celles-ci, la résolution 1 373 adoptée à l'unanimité des membres du Conseil de sécurité le 28 septembre 2001, qui impose à tous les États Membres de l'ONU des modifications de législation, en particulier en ce qui concerne la législation sur le terrorisme, sur l'immigration et le contrôle aux frontières.
En septembre 2008, la Cour de justice des Communautés européennes, dans l'arrêt Kadi et Yusuf, a jugé que l'application des résolutions du Conseil de sécurité par l'Union européenne devait respecter les principes fondamentaux du droit communautaire.
En revanche, la Cour européenne des droits de l'homme s'était déclarée incompétente pour juger d'actes attribués par les demandeurs aux États participant à la KFOR après la fin officielle de la guerre au Kosovo (Behrami c. France et Saramati c. France, Allemagne et Norvège, 2006).

### Organes
Ils sont définis dans le chapitre III, article 7, alinéa 1. Il existe six organes principaux :
- l'Assemblée générale, dont la fonction est de « discuter toutes questions ou affaires rentrant dans le cadre de la présente Charte ou se rapportant aux pouvoirs et fonctions de l'un quelconque des organes prévus dans la présente Charte, [et de] formuler sur ces questions ou affaires des recommandations aux Membres de l'Organisation des Nations unies, au Conseil de sécurité, ou aux Membres de l'Organisation et au Conseil de sécurité » (art. 10) ;
- le Conseil de sécurité, qui a pour fonction première « la responsabilité principale du maintien de la paix et de la sécurité internationale » (art. 24) ;
- le Conseil économique et social « peut faire ou provoquer des études et des rapports sur des questions internationales dans les domaines économique, social, de la culture intellectuelle et de l'éducation, de la santé publique et autres domaines connexes et peut adresser des recommandations sur toutes ces questions à l'Assemblée générale, aux Membres de l'Organisation et aux institutions spécialisées intéressées » (art. 62) ;
- le Conseil de tutelle « établit un questionnaire portant sur les progrès des habitants de chaque territoire sous tutelle dans les domaines politique, économique et social et dans celui de l'instruction ; l'autorité chargée de l'administration de chaque territoire sous tutelle relevant de la compétence de l'Assemblée générale adresse à celle-ci un rapport annuel fondé sur le questionnaire précité » (art. 88) et a des missions de surveillance des territoires sous tutelle définis dans l'article 88 ;
- la Cour internationale de justice « constitue l'organe judiciaire principal des Nations unies. Elle fonctionne conformément à un Statut établi sur la base du Statut de la Cour permanente de Justice internationale » (art. 92) ;
- le Secrétariat « agit en cette qualité à toutes les réunions de l'Assemblée générale, du Conseil de sécurité, du Conseil économique et social et du Conseil de tutelle. Il remplit toutes autres fonctions dont il est chargé par ces organes. Il présente à l'Assemblée générale un rapport annuel sur l'activité de l'Organisation » (art. 98) et « peut attirer l'attention du Conseil de sécurité sur toute affaire qui, à son avis, pourrait mettre en danger le maintien de la paix et de la sécurité internationales » (art. 99).

L'article 7, alinéa 2, spécifie en outre :
« Les organes subsidiaires qui se révéleraient nécessaires pourront être créés conformément à la présente Charte »
On peut consulter ici la liste complète des organes de l'ONU qui existent actuellement.
En dehors des points précisés dans la Charte pour les organes principaux, et dans leur ordre de mission pour les organes subsidiaires, chaque organe a la charge de définir son fonctionnement et son règlement intérieur.

## Femmes
L'adoption d'une disposition en faveur de l'égalité femmes-hommes ainsi que la création d'une commission spéciale sur les femmes, est due en grande partie au rôle de déléguées latino-américaines, qui ont dû faire face à l'opposition de certaines déléguées occidentales. À l'époque de l'adoption de la charte, les femmes ont le droit de vote dans 30 des 50 pays présents à la conférence ; on compte par ailleurs seulement 3 % déléguées. Quatre femmes signent la charte (la Brésilienne Bertha Lutz, la Dominicaine Minerva Bernardino, la Chinoise Wu Yi-fang (en) et l'Américaine Virginia Gildersleeve) mais seules les deux premières soutiennent cette insertion : Bertha Lutz se rappelle ainsi que sa demande avait été jugée « vulgaire » par Virginia Gildersleeve. La Brésilienne lui avait répondu : « Nous savons aussi que l'on a toujours considéré à travers les siècles que les femmes étaient comprises dans le terme général d'« homme », et nous savons aussi que ceci a toujours eu pour résultat d'empêcher les femmes de prendre part aux affaires publiques ». Les noms d'autres déléguées du Brésil, d'Uruguay, du Mexique, de la République dominicaine et d'Australie qui poursuivirent ce combat lors de la conférence visant à adopter la charte ne sont cependant pas mentionnés.
En septembre 1975, l'ONU organisera la première conférence mondiale sur les femmes (première conférence mondiale sur les femmes (en)), alors que 1975 est déclaré « Année internationale des femmes ». En 2010 est créé l'ONU Femmes.